# Włochy na Zimowych Igrzyskach Olimpijskich 1924
Włochy na Zimowych Igrzyskach Olimpijskich 1924 reprezentowało 23 zawodników (sami mężczyźni). Był to pierwszy start reprezentacji Włoch na zimowych igrzyskach olimpijskich.

## SKład kadry

### Biegi narciarskie
Mężczyźni
| Konkurencja   | Zawodnik           | czas      | Pozycja |
| ------------- | ------------------ | --------- | ------- |
| Bieg na 18 km | Enrico Colli       | 1:26:32,4 | 12.     |
| Bieg na 18 km | Antonio Herin      | 1:33:06,4 | 13.     |
| Bieg na 18 km | Daniele Pellissier | 1:33:45,2 | 15.     |
| Bieg na 18 km | Achille Bacher     | 1:36:03,8 | 21.     |
| Bieg na 50 km | Enrico Colli       | 4:10:50,0 | 9.      |
| Bieg na 50 km | Giuseppe Ghedina   | 4:27:48,0 | 10.     |
| Bieg na 50 km | Vincenzo Colli     | 4:31:34,0 | 11.     |
| Bieg na 50 km | Benigno Ferrera    | 4:45:39,0 | 13.     |

### Bobsleje
Mężczyźni
| Osada | Zawodnik                                                                                          | Konkurencja    | Ślizg 1 | Ślizg 2                   | Ślizg 3                   | Ślizg 4                   | Łącznie                   | Pozycja                   |
| ----- | ------------------------------------------------------------------------------------------------- | -------------- | ------- | ------------------------- | ------------------------- | ------------------------- | ------------------------- | ------------------------- |
| ITA-1 | Lodovico Obexer Massimo Fink, Paolo Herbert Giuseppe Steiner Luis Trenker                         | Czwórki/Piątki | 1:53,00 | 1:49,69                   | 1:48,73                   | 1:43,99                   | 7:15,41                   | 6.                        |
| ITA-2 | Luigi Tornielli di Borgolavezzaro Adolfo Bocchi Leonardo Bonzi Alfredo Spasciani Alberto Visconti | Czwórki/Piątki | 4:08,44 | Nie ukończyli konkurencji | Nie ukończyli konkurencji | Nie ukończyli konkurencji | Nie ukończyli konkurencji | Nie ukończyli konkurencji |

### Patrol wojskowy
| zawodnik                                              | konkurencja             | czas                      | Pozycja                   |
| ----------------------------------------------------- | ----------------------- | ------------------------- | ------------------------- |
| Piero Dente Albino Bich Goffredo Lagger Paolo Francia | Bieg na 30 km drużynowo | Nie ukończyli konkurencji | Nie ukończyli konkurencji |

### Skoki narciarskie
Mężczyźni
| Skoczek       | Skok 1    | Skok 1 | Skok 2    | Skok 2 | Nota   | Pozycja |
| Skoczek       | odległość | Nota   | odległość | Nota   | Nota   | Pozycja |
| ------------- | --------- | ------ | --------- | ------ | ------ | ------- |
| Luigi Faure   | 34,0      | 14,083 | 33,5      | 13,937 | 14,010 | 17.     |
| Mario Cavalla | 32,0      | 12,750 | 32,5      | 12,480 | 12,605 | 19.     |